# Unarmed: Best of 25th Anniversary
Unarmed: Best of 25th Anniversary es un álbum recopilatorio de la banda de power metal alemana Helloween, en conmemoración del veinticinco aniversario de la agrupación.
La compilación recibió críticas variadas, ya que en el disco se rehicieron algunos temas del pasado cambiando su sonido original. Hubo quienes opinaron que se trataba de un sonido nuevo y fresco para las canciones, y que no se debía tomar con demasiada importancia, ya que, como la banda refirió, únicamente era un disco recopilatorio a modo de celebración por sus 25 años de carrera artística y una forma de agradecer a sus fanes mientras esperaban el sucesor de Gambling With The Devil. 
Sin embargo, varios sectores de fanes más cercanos a los Helloween clásicos reaccionaron negativamente, ya que el sonido del disco estaba cercano al pop y no al heavy metal. Dentro del álbum se pueden destacar algunos temas tales como: Keepers Trilogy, que es un medley de las canciones Halloween, Keeper of the Seven Keys y The King for A 1000 Years, grabado con la filarmónica de Praga. Asimismo, es igualmente reseñable la versión en piano de Forever And One, la cual determinados fanes consideran más lograda que la original aparecida en The Time Of The Oath en 1996. 
El sencillo de promoción del recopilatorio fue la regrabación de Dr. Stein, canción que formó parte del disco Keeper Of The Seven Keys Part 2 de 1988. Para esta nueva mezcla de 2010 se hizo un videoclip.

## Lista de canciones
1. "Dr. Stein" – 4:00
2. "Future World" – 4:12
3. "If I Could Fly" – 3:30
4. "Where the Rain Grows" – 5:10
5. "The Keeper's Trilogy - Medley" – 20:00
6. "Eagle Fly Free" – 3:50
7. "Perfect Gentleman" – 4:20
8. "Forever & One" – 4:25
9. "I Want Out" – 4:22
10. "Fallen to Pieces" – 3:30
11. "A Tale that Wasn't Right" – 4:48
12. "Why - Digital exclusive track" – 3:33

## Integrantes
- Michael Weikath – guitarra
- Sascha Gerstner – guitarra
- Markus Grosskopf – Bajo
- Dani Löble – Batería
- Andi Deris – Vocalista